# Pavia–Cremona-vasútvonal
A Pavia–Cremona-vasútvonal egy 74 km hosszúságú, normál nyomtávolságú vasútvonal Olaszországban, Pavia és Cremona között. A vonal 3000 V egyenárammal villamosított, fenntartója az RFI.